# Chimbacalle (Trolebús de Quito)
Chimbacalle es la decimosexta parada del Corredor Trolebús, en el sur de la ciudad de Quito. Se ubica sobre la avenida Maldonado, intersección Tababela, en la parroquia Chimbacalle.  Fue construida durante la administración del alcalde Jamil Mahuad Witt, quien la inauguró en el 17 de diciembre de 1995 dentro del marco de la primera etapa operativa del sistema, que funcionaba entre las paradas El Recreo y Teatro Sucre.
Toma su nombre en honor al barrio homónimo en el que se encuentra la estructura. La parada sirve al sector circundante, con algunas de sus edificaciones consideradas patrimonio de la ciudad, y a cuyos alrededores se levantan la histórica estación del ferrocarril Quito-Guayaquil, modestas casas de inicios del siglo XX, viviendas modernas de la clase trabajadora y locales comerciales.
Esta parada en un principio solo servía en sentido sur- norte, pero debido a la construcción del domo de la Villaflora, debió a ser cambiada a ser de doble sentido reemplazando a la vieja parada "Cardenal de la Torre" que debió ser eliminada junto con Machángara, puesto que los trolebuses, circularían en doble sentido por la av. Maldonado, como dato curioso, es la parada que su homónima norte- sur se encuentra más alejada una de la otra con unos 500 metros de separación, su icono es la representativa locomotora a vapor, simbolizando la estación de ferrocarriles "Eloy Alfaro".  
A su alrededor cuenta con varias atracciones turísticas, como el Ferrocarril Transandino  y el museo interactivo de ciencias (Mic) el cual fue construido en el antiguo espacio donde funcionó la fábrica de hilados y tejidos de algodón "La industrial" y a lado un parque que los moradores del sitio lo llamaban Maracana.